# En temps de bruixes
En temps de bruixes (títol original Season of the Witch) és una pel·lícula d'acció i aventures estatunidenca del 2011 dirigida per Dominic Sena i protagonitzada per Nicolas Cage i Ron Perlman. Ha estat doblada al català.

## Argument
La brutalitat i les injustícies comeses durant les croades han fet que en Behmen (Nicolas Cage) i el seu amic Felson (Ron Perlman) no volguessin lluitar més pels interessos de l'Església Catòlica. Després de la captura d'Esmirna tots dos decideixen desertar de l'Orde i la Croada per tornar a casa. Tots dos es queden sorpresos en veure a Estíria els estralls de la pesta bubònica. A la ciutat de Marburg, mentre hi busquen aliments, els dos cavallers són cridats davant el cardenal local, el Cardenal d'Ambroise (Christopher Lee), per la seva tornada no programada des d'Orient.
El cardenal moribund amenaça en Behmen i en Felson amb pena de presó per desertar de llurs funcions si no accepten dur a terme una perillosa missió. Al calabós del cardenal s'hi troben una jove (Claire Foy) acusada de ser la bruixa que porta la pesta. Només es lliuraran de la pena de presó si accepten portar la jove a una abadia on serà jutjada. Durant el camí estaran acompanyats per en Hogomar (Stephen Graham), un jove ansiós de ser nomenat cavaller, anomenat Kay (Robert Sheehan) i el pare Debelzaq (Stephen Campbell Moore) i el cavaller Eackhart. La ruta és llarga i dura, travessant gorges pregones i boscs plens de llops.

## Producció
Es començà a filmar al novembre del 2008 a diferents localitzacions d'Àustria, Hongria i Croàcia. Destaquen llocs com Innsbruck, Salzburg, Budapest o regió d'Ístria. La data del llançament original era el 19 de març del 2010. Diverses setmanes abans d'aquesta data la distribuïdora Lions Gate Entertainment, al·legant que havia rebut reaccions a les passes prèvies a l'estrena, Dominic Sena fou acomiadat i fou contractat Brett Ratner, que dirigí noves escenes al setembre del 2010.